# Semeniwka (rejon perwomajski)
Semeniwka (ukr. Семенівка) – wieś na Ukrainie, w obwodzie mikołajowskim, w rejonie perwomajskim, w hromadzie Błahodatne. W 2001 liczyła 1937 mieszkańców, spośród których 1752 wskazało jako ojczysty język ukraiński, 94 rosyjski, 80 mołdawski, 4 bułgarski, 2 białoruski, 2 romski, 1 polski, a 2 inny.